# Guy Pratt
Pour les articles homonymes, voir Pratt.
Guy Pratt (né le 3 janvier 1962  à Londres) est un bassiste de rock anglais.
Il est surtout connu pour avoir été bassiste au sein de Pink Floyd après le départ de Roger Waters en tant que musicien additionnel. Il rejoint le groupe pour la tournée de promotion de l'album A Momentary Lapse of Reason (où la basse et le Chapman stick sont joués par Tony Levin) et apparaît sur le live Delicate Sound of Thunder, sur l'album studio The Division Bell ainsi que sur le second album live P·U·L·S·E.
Guy Pratt a collaboré avec de nombreux autres artistes, parmi lesquels Whitesnake, Echo and the Bunnymen, The Smiths, Tears for Fears, Roxy Music, Jon Lord et en 2015, il retrouve David Gilmour pour son album Rattle that lock.
Guy Pratt suit David Gilmour sur sa dernière tournée. Depuis 2018, il accompagne Nick Mason pour la tournée avec son groupe  A Saucerful of Secrets dans laquelle le batteur de Pink Floyd reprend les titres issus des premiers albums du groupe.

## Discographie
- 1984 : Sidewalk de Icehouse
- 1985 : The Ups And Downs de Stephen Duffy
- 1985 : The Draem Academy de The Dream Academy
- 1985 : Riptide de Robert Palmer
- 1986 : Measure For Measure de Icehouse
- 1987 : Luz Y Sombra de Flans
- 1987 : Remembrance Days de The Dream Academy
- 1987 : Bête Noire de Bryan Ferry
- 1987 : One More Story de Peter Cetera
- 1988 : Delicate Sound of Thunder de Pink Floyd
- 1989 : Kite de Kristy MacColl
- 1989 : Like A Prayer de Madonna
- 1990 : Wild And Lonely de The Associates
- 1990 : Blue Pearl de Blue Pearl
- 1990 : Toy Matinee de Toy Matinee
- 1991 : Pop Life de Bananarama
- 1991 : Long Road de Junior Reid
- 1991 : Electric LandLady de Kristy MacColl
- 1991 : Storyville de Robbie Robertson
- 1991 : A different Kind of Weather de The Dream Academy
- 1991 : The Orb's Adventures Beyond the Ultraworld de The Orb
- 1992 : Masterfile de Icehouse
- 1992 : Growing Up in Public de Jimmy Nail
- 1992 : U.F.Orb de The Orb
- 1993 : Debravation de Debbie Harry
- 1993 : Debra De Lory de Debra De Lory
- 1993 : Call Me Nightlife de Nokko
- 1993 : Elemental de Tears For Fears
- 1994 : Billy Pilgrim de Billy Pilgrim
- 1994 : Mamouna de Bryan Ferry
- 1994 : Well... de Katey Sagal
- 1994 : The Division Bell de Pink Floyd
- 1994 : Heitor TP', de Heitor Pereira
- 1994 : The Next Hundred Years de Ted Hawkins
- 1994 : Meanwhile de Third Matinee
- 1994 : Fruit of Life de Wild Colonials
- 1995 : Euroflake in Silverlake de Gregory Gray
- 1995 : HIStory, Past, Present and Future Book I de Michael Jackson
- 1995 : Pulse de Pink Floyd
- 1995 : A Spanner in the Works de Rod Stewart
- 1996 : Raise the Pressure de Electronic
- 1997 : Dark Days In Paradise de Gary Moore
- 1997 : Blood on the Dance Floor: HIStory in the Mix de Michael Jackson
- 1997 : The nex Hundred Years de Ted Hawkins
- 1997 : Restless Heart Reunion de David Coverdale & Whitesnake
- 1998 : Dil Se.. for the song Dil Se Re de A. R. Rahman
- 1998 : Messiah Meets Progenitor de Messiah
- 1998 : The Ted Hawkins Story: Suffer No More de Ted Hawkins
- 1999 : What Are You Going to Do with Your Life? de Echo & The Bunnymen
- 1999 : Michael Hutchence
- 1999 : Reload de Tom Jones
- 2000 : Lemonjelly.ky de Lemon Jelly
- 2000 : Ronan de Ronan Keating
- 2000 : Somewhere in the Sun: Best of the Dream Academy de The Dream Academy
- 2001 : Born de Bond
- 2001 : Crystal Days: 1979-1999 de Echo & the Bunnymen
- 2001 : Jacob Young de Jacob Young
- 2001 : Bring Down the Moon de Naimee Coleman
- 2001 : White Lilies Island de Natalie Imbruglia
- 2001 : Read My Lips de Sophie Ellis-Bextor
- 2001 : Mixed Up World Pt. 2 de Sophie Ellis-Bextor
- 2001 : They Called Him Tin Tin de Stephen Duffy
- 2001 : Mink Car de They Might Be Giants
- 2001 : Toy Matinee: Special Edition de Toy Matinee
- 2002 : Watching Angels Mend de Alex Lloyd
- 2002 : Born [Japan Bonus Tracks] de Bond
- 2002 : Shine de Bond
- 2002 : Lost Horizons de Lemon Jelly
- 2002 : Festival de Paola & Chiara
- 2003 : Remixed [Japan Bonus Tracks] de Bond
- 2003 : Journey into Paradise de Dr. Alex Paterson
- 2003 : The Outer Marker de Just Jack
- 2003 : Shoot from the Hip de Sophie Ellis-Bextor
- 2003 : Reload [Bonus Tracks] de Tom Jones
- 2004 : Mistaken Identity de Delta Goodrem
- 2004 : Live at Montreux, 1990 de Gary Moore
- 2005 : Explosive: The Best of bond de Bond
- 2005 : A Million in Prizes: The Anthology de Iggy Pop
- 2006 : On an Island de David Gilmour
- 2006 : Arnold Layne (single) de David Gilmour
- 2006 : So Still de Mozez
- 2006 : Living in a Giant Candle Winking at God de Transit Kings
- 2007 : Dylanesque de Bryan Ferry
- 2008 : Live in Gdańsk de David Gilmour
- 2010 : Olympia de Bryan Ferry
- 2010 : No Decoder de Yogi Lang Band
- 2011 : Everything Changes de Julian Lennon
- 2012 : Concerto for Group and Orchestra de Jon Lord
- 2014 : The Endless River de Pink Floyd
- 2014 : Avonmore de Bryan Ferry
- 2015 : Rattle That Lock de David Gilmour
- 2017 : Live at Pompeii de David Gilmour
- 2019 : Tales from Outer Space de RPWL
- 2020 : Live at the Roundhouse de Nick Mason's Saucerful of Secrets
- 2024 : Luck and Strange de David Gilmour

## Vie privée
Il s'est marié à Gala Wright en 1996, fille de Richard Wright, feu claviériste du groupe Pink Floyd. Ils sont aujourd'hui divorcés.